# Allium dolichostylum
Allium dolichostylum är en amaryllisväxtart som beskrevs av Aleksei Ivanovich Vvedensky. Allium dolichostylum ingår i släktet lökar, och familjen amaryllisväxter. Inga underarter finns listade i Catalogue of Life.